# Apterostigma dentigerum
Apterostigma dentigerum é uma espécie de inseto do gênero Apterostigma, pertencente à família Formicidae.